# Hamida Barmaki
Hamida Barmaki (en darí: حمیده برمکی‎; 4 de enero de 1970 – 28 de enero de 2011) fue una reconocida profesora de derecho afgana y activista de derechos humanos. Fue asesinada junto a su familia en un ataque suicida en Kabul en 2011.

## Carrera académica
Hamida Barmaki nació en Kabul el 4 de enero de 1970. Tras asistir a la Escuela Secundaria Ariana en su ciudad (1977-1987), estudió Derecho en la Facultad de Derecho y Ciencias Políticas de la Universidad de Kabul. Sus destacados logros académicos le permitieron convertirse en una de las primeras mujeres de Afganistán en seguir una carrera en el servicio judicial. Entre 1990 y 1991, Barmaki realizó el curso de formación de posgrado de la Procuraduría General de la República sobre la práctica del derecho. Después regresó a la Universidad de Kabul como profesora de Derecho (1992-2011).
El enfoque académico de Barmaki cubrió las cuestiones fundamentales del derecho civil. Fue una de las pocas eruditas afganas que estudió en profundidad las fuentes jurídicas islámicas y romano-germánicas, que forman la base de las leyes híbridas que constituyen el sistema jurídico afgano. Sus obras incluyen numerosos artículos de revistas y libros en lengua dari, incluida una tesis académica sobre la "Interpretación de los Estatutos" (Universidad de Kabul, 2002) y una tesis de maestría en inglés (Universidad de Bolonia, inédita, 2004). Su última obra, un gran volumen sobre el derecho de las obligaciones, quedó inconclusa. El objetivo del trabajo académico de Barmaki fue proporcionar una comprensión profunda del difícil sistema legal afgano. Para ello utilizó no sólo los métodos clásicos de interpretación del derecho islámico y secular, sino que también se apoyó en el análisis jurídico comparado como herramienta para encontrar soluciones a problemas jurídicos inherentes a otros sistemas jurídicos. Para ello estudió la literatura pertinente escrita en dari, inglés y árabe. En la universidad, la profesora Barmaki era admirada por sus estudiantes y colegas por sus habilidades analíticas y su trato.
Además de haberse graduado de la Facultad de Derecho y Ciencias Políticas de la Universidad de Kabul, obtuvo una maestría en Desarrollo, Innovación y Cambio (MiDIC) en la Universidad de Bolonia, Italia. En diciembre de 2010 recibió una invitación del Instituto Max Planck de Derecho Comparado e Internacional Privado (Hamburgo, Alemania) para realizar una estancia de investigación y desarrollar su doctorado en derecho. En su facultad de origen, Hamida Barmaki luchó por establecer una licenciatura en derecho, programa que, en su opinión, era una herramienta esencial para el desarrollo de una nueva generación de excelentes abogados, que se necesitaban con urgencia en Afganistán.

## Trabajo político
Fuera de su carrera académica, Hamida Barmaki se preocupó siempre de manera activa por los derechos humanos. Cuando era una joven locutora de Radio Televisión de Afganistán (1985-1987), ya desarrolló un especial interés en losderechos de las mujeres. En medio de la guerra civil, escribió un ensayo titulado "El papel de la mujer en la reconstrucción social de Afganistán" (publicado como folleto Afghanistan-i-Fardah, 1993). Combinó su trabajo académico con la lucha política no violenta para promover los derechos de los más vulnerables de la sociedad afgana. Después de la caída del régimen talibán, Hamida Barmaki pudo trabajar en el sector público y fue inmediatamente designada para puestos de gran responsabilidad. Fue miembro del Consejo de Mujeres de la Universidad de Kabul (2002-2011) y representante en la Loya Jirga de Emergencia (2002) y la Jirga de la Paz (2009). Fundó su propia organización de derechos humanos, "Khorasan Legal Service Organisation", en 2009. El objetivo principal de KLSO era concienciar a los ciudadanos sobre sus derechos y brindar asistencia jurídica gratuita a las mujeres y otros grupos marginados. En el mismo año en que se fundó KLSO, Hamida Barmaki fue mencionada por el Palacio Presidencial como posible candidata para convertirse en Ministra de Asuntos de la Mujer (Afganistán).
Desde marzo de 2008 hasta su muerte en 2011, Barmaki trabajó como representante del Instituto Max Planck de Derecho Público Comparado y Derecho Internacional (MPIL), un instituto de investigación con sede en Heidelberg (Alemania). Junto con un equipo de investigadores afgano-alemanes, inició e implementó proyectos enfocados a modernizar la legislación y las instituciones judiciales del país, especialmente la Corte Suprema afgana, y al desarrollo de una cultura académica en ciencias jurídicas a nivel internacional.
Entre sus puestos anteriores más importantes se incluyen los de Coordinadora de Proyectos del Institut International Pour Les Études Comparatives (IIPEC), Jefa del Departamento de Derecho y Ciencias Políticas del Centro Nacional de Investigación Política de la Universidad de Kabul(2006-2008), Asesora Jurídica de la Unidad de Investigación y Evaluación de Afganistán (AREU)  (2006), Directora del Programa de Sensibilización sobre los Derechos Islámicos de las Mujeres de la Fundación Asia(2004), Gerente de Programa del Consejo de Abogadas Afganas (2003-2004), Miembro de la Comisión de Género y Derecho de UNIFEM (2003-2004) y Vicedecana de la Facultad de Derecho y Ciencias Políticas (2002).

## Comisionada de los Derechos del Niño de la AIHRC
En 2009, Hamida Barmaki fue nombrada Comisionada de los Derechos del Niño de la Comisión Independiente de Derechos Humanos de Afganistán (AIHRC), al tiempo que conservaba sus responsabilidades en el Instituto Max Planck. A través de su nuevo cargo, ganó reputación también a nivel internacional. Hamida Barmaki estaba profundamente preocupada por la vulnerabilidad de los niños en un Afganistán devastado por la guerra y viajó a muchas provincias para consultar con el personal de la AIHRC e investigar casos. También encargó investigaciones y criticó abiertamente al gobierno. Entre las investigaciones realizadas se encuentra un estudio sobre el abuso infantil que indica un aumento en el número de este tipo de incidentes. Inmediatamente después de la publicación del estudio, Hamida Barmaki inició el primer seminario MPIL-AIHRC sobre los derechos de las mujeres y los niños. Mientras tanto, su lucha contra el reclutamiento de menores por parte de las fuerzas de seguridad afganas y contra la práctica del bacha bazi (esclavitud sexual de niños) estaba empezando a dar sus frutos. Estaba previsto que dos días después de su asesinato se firmara un acuerdo mutuo entre los respectivos representantes del Estado afgano y las Naciones Unidas. La profesora Barmaki también estaba preocupada por el matrimonio infantil. Junto con activistas de la sociedad civil, académicos y abogados de instituciones estatales, desarrolló formularios de matrimonio y otras herramientas destinadas a mejorar la protección de las menores de edad.
Hamida Barmaki adoptó una posición clara en el debate en curso sobre la relevancia del derecho consuetudinario en el sistema de justicia de Afganistán. Basándose en su experiencia y conocimiento de numerosos casos de derechos humanos, abogó firmemente por un sistema judicial moderno, de estilo occidental, como había existido hasta la guerra civil afgana. Además se opuso a las propuestas de formalizar las instituciones tradicionales y las formas de resolución de conflictos, como las jirgas pastunes, conocidas por ignorar los derechos humanos y, especialmente, los derechos de las mujeres y los niños.

## Muerte y conmemoración
El viernes 28 de enero de 2011, Hamida Barmaki, junto a su marido, el Dr. Massoud Yama (nacido en 1968), médico del Hospital Sardar Mohammad Daoud Khan y Director de Seguimiento y Evaluación del Viceministro de Finanzas para Políticas y Asesor Nacional Superior de la Secretaría del Grupo, y sus cuatro hijos, Narwan Dunia (nacido en 1995), Wira Sahar (nacida en 1997), Marghana Nila (nacida en 2000) y Ahmad Belal (nacido en 2007) fueron víctimas de un ataque terrorista suicida en el supermercado "Finest" de Kabul.
Al menos otras dos personas murieron en el incidente y diecisiete resultaron heridas. Entre los muertos se encontraba una joven jueza llamada Najia, hija de Siddiqullah Sahel, que había conocido a Hamida Barmaki a través del programa de formación judicial organizado por el Instituto Max Planck para la Corte Suprema. Tanto Hezbi Islami como los talibanes se atribuyeron la responsabilidad del asesinato. Sin embargo, un hombre que más tarde confesó y fue condenado por su participación en el ataque dijo que pertenecía a la red Haqqani. El ataque fue completamente inesperado, ya que este tipo de incidentes rara vez ocurren durante el fin de semana afgano. El origen del ataque no está claro; podría haber estado dirigido contra el personal de la empresa de seguridad privada Academi (antes llamada Blackwater y Xe), contra diplomáticos franceses o contra un político afgano de alto rango. Se criticó duramente el hecho de que el gobierno afgano participara abiertamente en "conversaciones de paz" con las mismas organizaciones que se atribuyeron la responsabilidad de este acto de extrema violencia contra los civiles.
Más de dos mil amigos y colegas acudieron al cementerio Shohada-e Salehin cuando la familia fue enterrada el 29 de enero de 2011. Más de diez mil personas rindieron sus respetos también en una ceremonia en recuerdo a la familia en la gran mezquita Id Gah de Kabul. Medios internacionales como el New York Times, el Frankfurter Allgemeine Zeitung y La Repubblica se hicieron eco del acontecimiento.
La AIHRC organizó una impresionante ceremonia de duelo el 1 de febrero de 2011. Inmediatamente después de su muerte, Hamida Barmaki comenzó a ser recordada como una "shahid" ("mártir"). Sin embargo, también hubo voces que se manifestaron contra el uso de este término, ya que también es empleado por organizaciones terroristas y no refleja el carácter pacífico y tolerante que mantuvo Hamida Barmaki durante su vida. El debate sobre su conmemoración la consolida como una figura importante y simbólica en Afganistán.
Los planes de sus colegas académicos para establecer un lugar conmemorativo en el campus de la Universidad de Kabul y una biblioteca jurídica moderna que llevara su nombre en la Facultad de Derecho y Ciencias Políticas fueron bloqueados por los funcionarios de la universidad, a pesar de que el gobierno alemán había ofrecido la financiación. El Instituto Max Planck donó a la AIHRC un retrato pintado que ya había sido realizado para la biblioteca. También se realizó una solicitud al presidente de Afganistán para que la rotonda situada frente al supermercado Finest lleve su nombre.
Algunos de los colegas más cercanos a Barmaki establecieron la Organización Hamida Barmaki para el Estado de Derecho (HBORL) en Kabul. Esta organización no gubernamental y sin fines de lucro recibió su nombre en honor a su enorme compromiso con el fortalecimiento del estado de derecho y los derechos humanos en Afganistán. Además, la Fundación Max Planck para la Paz Internacional y el Estado de Derecho ha bautizado con su nombre un programa académico y ofrece "becas de doctorado Hamida Barmaki" a juristas afganos y, en particular, a profesores de derecho.
La Universidad de Leicester (Reino Unido) y la Universidad de Graz (Austria) organizaron eventos para recordar el compromiso de la Profesora Barmaki en las áreas del estado de derecho y los derechos humanos.
Su hermana, la poeta Abeda Sakhi, escribió la obra "El jardín" en su memoria.

## Publicaciones seleccionadas
- 2008 – Derecho de las obligaciones (folleto didáctico, Universidad de Kabul, 2008)
- 2007/2008 – Causas de la inestabilidad política y posibles opciones para mejorarla en Afganistán (Centro Nacional de Investigación Política, Universidad de Kabul)
- 2007– Los derechos políticos de las mujeres en el Islam (artículo, publicado en la revista Hoquq de la Facultad de Derecho y Ciencias Políticas).
- 2006– Los derechos de las mujeres en el Islam y los estatutos de Afganistán (folleto, publicado en junio de 2006 por The Asia Foundation, Kabul).
- 2006– Reba y las razones de su prevención (artículo, publicado en la revista 'Adalat' del Ministerio de Justicia).
- 2006– Contratos Individuales (artículo, publicado en la Revista Hoquq de la Facultad de Derecho y Ciencias Políticas).
- 2005 – El papel de la mujer en la reconstrucción de Afganistán, la integración de la mujer en el mercado laboral, su situación en el exilio y el desarrollo de las TIC (tesis de maestría, Universidad de Bolonia, Italia).
- 2004 – Violencia contra la mujer (artículo publicado en la revista Human Rights Magazine, Kabul).
- 2004 – Los lenguajes políticos de la Constitución y el Acuerdo de Bonn (Centro Nacional de Investigación Política, Universidad de Kabul)
- 2004– Poligamia (artículo, publicado por Human Rights Magazine, Kabul).
- 2004– Derechos políticos de las mujeres afganas (artículo publicado por la revista Human Rights).
- 2003 – Enfoques pacíficos para la solución de conflictos (artículo, publicado por la revista del CICR, Kabul).
- 2002 – Interpretación de los estatutos (tesis académica, publicada por la Universidad de Kabul).
- 1993– El papel de la mujer en la reconstrucción social de Afganistán (publicado en el folleto Afghanistan-i-Fardah).
- 1991– Robo en la investigación criminal (documento académico, publicado por la Universidad de Kabul).